# チゴモズ
チゴモズ（稚児百舌、Lanius tigrinus）は、スズメ目モズ科モズ属に分類される鳥類。

## 分布
インドネシア、カンボジア、シンガポール、スリランカ、タイ、大韓民国、中華人民共和国、台湾、朝鮮民主主義人民共和国、日本、フィリピン、ブルネイ、ベトナム、マレーシア、ミャンマー、ラオス、ロシア東部
冬季は中華人民共和国南部やフィリピン・スマトラ島で越冬する。日本では本州（主に東北地方から中部地方）に局所的に分布する（夏鳥）。九州でも繁殖記録があり、2006年に広島県で繁殖例が報告されている。

## 形態
全長18.5センチメートル。体重25-33g。肩から背・腰・尾羽基部上面を被う羽毛（上尾筒）は赤褐色。下面は白い。
嘴は黒い。後肢は灰黒色。
オスは頭部が青灰色で、嘴から眼を通り側頭部にかけて黒い筋模様（過眼線）が入る。メスは頭部が灰褐色で、眼先が汚白色。

## 生態
低地から低山地にかけての明るい広葉樹林や、広葉樹と針葉樹の混交林に生息する。ウスリー地方では川辺の低木林や、その低木林に接する森林の林縁に生息する。群れは形成せず単独もしくはペアで生活する。
食物として雛に鱗翅目の幼虫・カナブン・カマキリ類・コオロギ類などの昆虫、ニホンアマガエル、ニホンカナヘビなどを与えた報告例がある。捕らえた獲物を枝等に突き刺すはやにえを行う。
繁殖様式は卵生。郊外の雑木林やゴルフ場の松林などで繁殖することもある。高枝に営巣する傾向があり、木の枝や樹皮・細根・イネ科植物の茎などを組み合わせた皿状の巣を作る。3 - 6個（主に5個）の卵を産む。抱卵期間は15 - 16日。雛は約14日で巣立ち、巣立ち後も幼鳥は約14日は親鳥の縄張り内で生活する。アカモズとペアを形成し、種間雑種を形成することもある。

## 人間との関係
日本では分布が局地的で、元々生息数が少なかったと考えられている。1978年の調査で確認された場所では、1998年の調査ではほとんど確認されなくなっている。例として東京都や埼玉県では宅地化により生息地が消滅した。1997 - 2002年に繁殖が確認されたのは2メッシュで、繁殖している可能性があるメッシュは1つのみであった。近年は減少傾向にあり、その要因として、樹林と草地が組み合わされた環境が減少もしくは悪化している可能性が考えられている。
絶滅危惧IA類 (CR)（環境省レッドリスト）